# Shamaani Duo
Shamaani Duo to fiński zespół, założony w 1993 roku przez Jonnego Järvelä i Maaren Aikio wykonujący muzykę z gatunku folk z elementami ambient. Teksty utworów są w języku Samí (występujący w Finlandii mniejszościowy język z grupy ugro-fińskich). Warstwa wokalna to śpiew Maaren Aikio (zajmującej się także instrumentami perkusyjnymi) oraz śpiew i joik Jonne. Na samą muzykę składają się gitary akustyczne, różne instrumenty perkusyjne (przede wszystkim djembe i tzw. „shaman drum”) i instrumenty klawiszowe, nadające utworom „tło”.

## Dalsze projekty
Shamani Duo był podstawą kolejnego zespołu Jonne, Shaman powstałego po zmianie nazwy. Zespół wydał tylko jeden album studyjny, z którego kilka zmienionych utworów, pojawiło się na albumach projektu Shaman. Stylem muzycznym całkowicie odbiega od znanego dzisiaj folk metalowego Korpiklaani.

## Skład zespołu
- Jonne Järvelä – gitara akustyczna, wokal, instrumenty perkusyjne
- Maaren Aikio – gitara akustyczna, wokal, instrumenty perkusyjne

## Dyskografia

### Albumy
| Nr  | Tytuł utworu                                  | Długość |
| --- | --------------------------------------------- | ------- |
| 1.  | „Samanat”                                     |         |
| 2.  | „Hunka Lunka”                                 |         |
| 3.  | „Moai Letne Duoddaris”                        |         |
| 4.  | „Gula Gula”                                   |         |
| 5.  | „Riechu”                                      |         |
| 6.  | „Geahcan Dan Mailmmi”                         |         |
| 7.  | „Meahics”                                     |         |
| 8.  | „Manazan”                                     |         |
| 9.  | „Nisson Cahppes Biktasiinnes” (Lady In Black) |         |
| 10. | „Idja Dal Lea”                                |         |
| 11. | „Okto Ijas”                                   |         |